# آلفونس آرئولا
آلفونس آرئولا (فرانسوی: Alphonse Areola‎؛ زادهٔ ۲۷ فوریهٔ ۱۹۹۳) بازیکن فوتبال اهل فرانسه است که در پست دروازه‌بان برای باشگاه فوتبال وستهام یونایتد بازی می‌کند.
وی در حال حاضر دروازه‌بان دوم تیم ملی فوتبال فرانسه بعد از مایک منیان است. او در فصل ۲۰۲۰–۲۰۱۹ با انتقال کیلور ناواس به پاری سن ژرمن به صورت قرضی به رئال مادرید پیوست.

## امار حرفه ای
| عملکرد    | عملکرد       | عملکرد | لیگ       | لیگ       | جام      | جام      | قاره‌ای | قاره‌ای | دیگر | دیگر | مجموع | مجموع |
| فصل       | باشگاه       | لیگ    | بازی      | گل        | بازی     | گل       | بازی   | گل     | بازی | گل   | بازی  | گل    |
|           |              |        | لیگ کشوری | لیگ کشوری | جام حذفی | جام حذفی | اروپا  | اروپا  | دیگر | دیگر | مجموع | مجموع |
| --------- | ------------ | ------ | --------- | --------- | -------- | -------- | ------ | ------ | ---- | ---- | ----- | ----- |
| ۲۰۱۲-۲۰۱۳ | پاری سن ژرمن | لیگ۱   | ۲         | ۰         | ۰        | ۰        | ۰      | ۰      | ۰    | ۰    | ۲     | ۰     |
| ۲۰۱۳-۲۰۱۴ | لانس         | لیگ۲   | ۳۵        | ۰         | ۱        | ۰        | ۰      | ۰      | ۰    | ۰    | ۳۶    | ۰     |
| ۲۰۱۴-۲۰۱۵ | باستیا       | لیگ۱   | ۳۵        | ۰         | ۱        | ۰        | ۰      | ۰      | ۰    | ۰    | ۳۶    | ۰     |
| ۲۰۱۵-۲۰۱۶ | ویارئال      | لالیگا | ۳۲        | ۰         | ۰        | ۰        | ۵      | ۰      | ۰    | ۰    | ۳۷    | ۰     |
| ۲۰۱۶-۲۰۱۷ | پاری سن ژرمن | لیگ۱   | ۱۵        | ۰         | ۵        | ۰        | ۶      | ۰      | ۰    | ۰    | ۲۶    | ۰     |
| ۲۰۱۷-۲۰۱۸ | پاری سن ژرمن | لیگ۱   | ۳۴        | ۰         | ۰        | ۰        | ۸      | ۰      | ۱    | ۰    | ۴۳    | ۰     |
| ۲۰۱۸-۲۰۱۹ | پاری سن ژرمن | لیگ۱   | ۲۱        | ۰         | ۵        | ۰        | ۳      | ۰      | ۰    | ۰    | ۲۹    | ۰     |
| ۲۰۱۹-۲۰۲۰ | پاری سن ژرمن | لیگ۱   | ۳         | ۰         | ۰        | ۰        | ۰      | ۰      | ۱    | ۰    | ۴     | ۰     |
| جمع       | جمع          | جمع    | ۷۵        | ۰         | ۱۰       | ۰        | ۱۷     | ۰      | ۲    | ۰    | ۱۰۴   | ۰     |
| ۲۰۱۹-۲۰۲۰ | رئال مادرید  | لالیگا | ۵         | ۰         | ۳        | ۰        | ۲      | ۰      | ۰    | ۰    | ۱۰    | ۰     |
| مجموع     | مجموع        | مجموع  | ۱۸۲       | ۰         | ۱۵       | ۰        | ۲۴     | ۰      | ۲    | ۰    | ۲۲۲   | ۰     |

## افتخارات

### پاری سن ژرمن
- لیگ ۱: ۲۰۱۳–۲۰۱۴، ۲۰۱۴–۲۰۱۵، ۲۰۱۵–۲۰۱۶، ۲۰۱۷–۲۰۱۸، ۲۰۱۸–۲۰۱۹ ، ۲۰۱۹-۲۰۲۰
- جام حذفی فوتبال فرانسه: ۲۰۱۴–۲۰۱۵، ۲۰۱۵–۲۰۱۶، ۲۰۱۶–۲۰۱۷، ۲۰۱۷–۲۰۱۸
- سوپر جام فوتبال فرانسه: ۲۰۱۳، ۲۰۱۴، ۲۰۱۵، ۲۰۱۶، ۲۰۱۷، ۲۰۱۸
- کاپا دلا لیگ: ۲۰۱۳–۲۰۱۴، ۲۰۱۴–۲۰۱۵، ۲۰۱۵–۲۰۱۶، ۲۰۱۶–۲۰۱۷، ۲۰۱۷–۲۰۱۸

### رئال مادرید
- لالیگا : ۲۰۱۹-۲۰۲۰
- سوپر جام فوتبال اسپانیا: ۲۰۱۹

### فرانسه
- جام جهانی فوتبال: ۲۰۱۸
- لیگ ملت های اروپا:۲۰۲۱